# 多摩川大橋

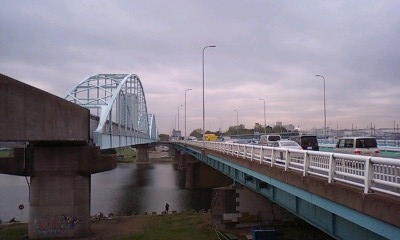
東京都側から見た多摩川大橋。右が多摩川大橋、左が多摩川専用橋。

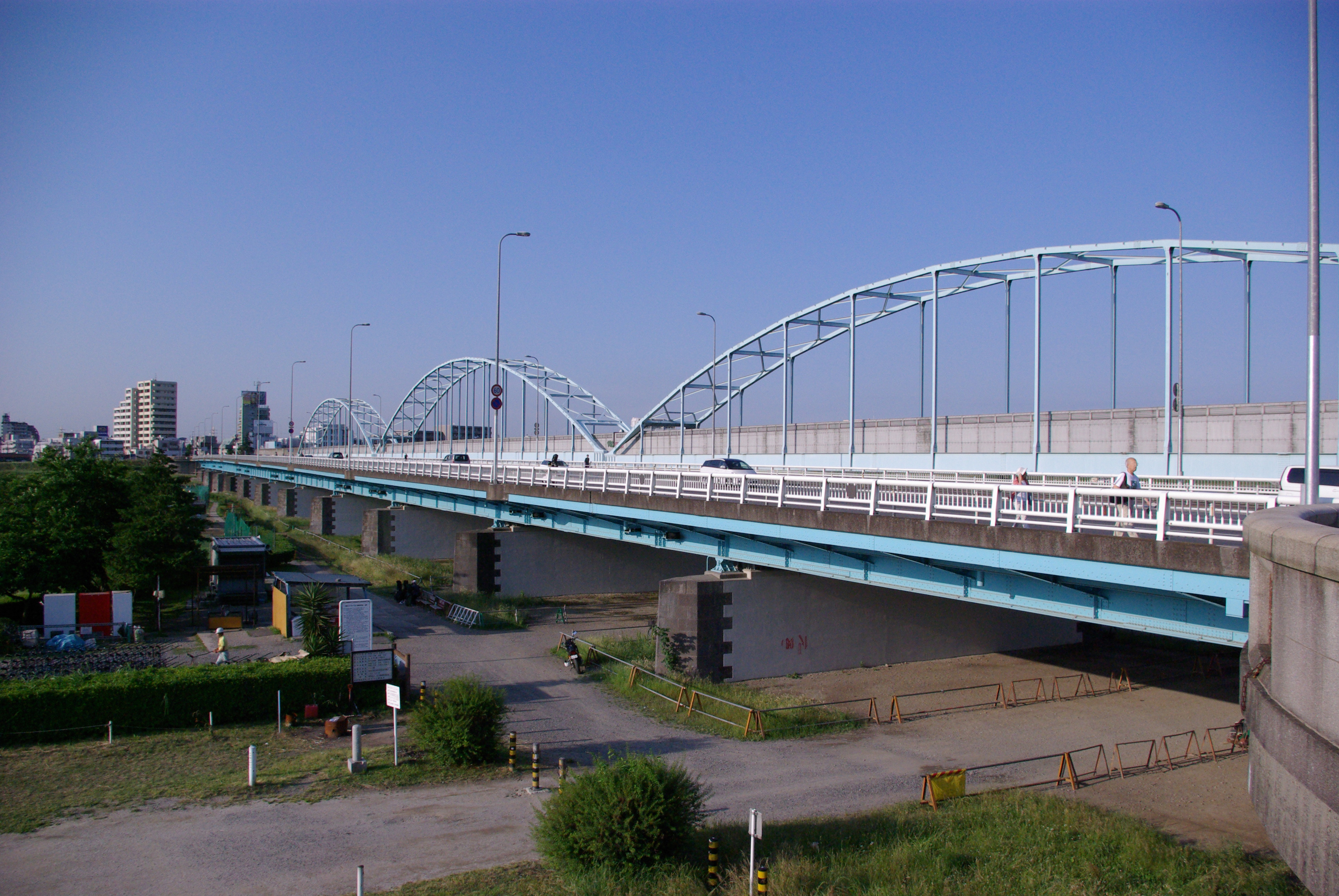
神奈川県側から。奥のアーチが付いた橋が多摩川専用橋。

多摩川大橋（たまがわおおはし）は、多摩川にかかる国道1号第二京浜の橋である。ガス橋と六郷橋の間に位置し、東京都大田区多摩川と神奈川県川崎市幸区小向仲野町の間に架けられている。
多摩川大橋の河口側に隣接して東京電力とNTTが共同使用する多摩川専用橋（たまがわせんようばし）が架かっており、こちらについてもここで触れる。

## 多摩川大橋
東京と神奈川を結ぶ主要な道路の一つで6車線道路である国道1号（第二京浜）が上を通っており、交通量が非常に多い。橋の間に東京都と神奈川県の境界線がある。
1938年（昭和13年）4月に、下流にある当時の京浜国道（第一京浜）の交通量の増加を分散させるためのバイパスである新京浜国道（第二京浜）の橋として建設が着工し、1942年（昭和17年）に下部工事が完成したが太平洋戦争により中断する。木製の橋を架橋することになり、1945年（昭和20年）3月31日に完成するが、同年4月15日の戦災によりわずか15日で焼失することとなる。終戦後、建設が再開することになり、1949年（昭和24年）3月に完成し4月30日に開通することとなる。
完成当初は、自動車用の高速車線が4車線、それより一段高く低速車用の緩速車線2車線と両側歩道が一体となった構造であったが、自動車交通量の増加と大八車や自転車の減少により緩速車線を自動車用に転用している。しかし、緩速車線と高速車線の区別、すなわちグリーンベルトが廃止された昭和36年ごろから数年の間、多摩川大橋上では歩道の上に白線が引かれ、バイクが歩道上を走る光景が見られたが、現在は片側3車線の車道に改良されている。
1957年（昭和32年）には、日本で最初の水銀灯がともされ話題となった。

### 構造
橋長は435.76m、幅員22.8m。ゲルバープレートガーダー橋という構造形式。

## 多摩川専用橋
また、多摩川専用橋は東京電力とNTTが共用する送電専用橋である。

### 構造
橋長は521.4m、幅員6.4m。多摩川両岸の旧多摩堤通りと多摩沿線道路も橋で越えているため、多摩川大橋よりも橋長が長い。現在の橋の構造はランガー桁3連で、1984年（昭和59年）に完成。

## 近隣の橋
- 多摩川
  - （上流） - 東海道新幹線多摩川橋梁 - 品鶴線多摩川橋梁 - ガス橋 - 多摩川大橋 - 東京電力・NTT多摩川専用橋 - 京浜東北線六郷川橋梁 - 東海道本線六郷川橋梁 - 京急六郷川橋梁 -（下流）